# Катастрофа DC-10 в Фукуоке
Катастрофа DC-10 в Фукуоке — авиационная катастрофа, произошедшая 13 июня 1996 года. Авиалайнер McDonnell Douglas DC-10-30 авиакомпании Garuda Indonesia выполнял плановый рейс GA865 по маршруту Фукуока—Денпасар—Джакарта, но во время разгона по взлётной полосе аэропорта Фукуоки из-за внезапного отказа двигателя №3 (правый) выкатился за её пределы, разрушился на три части и сгорел. Из находившихся на его борту 275 человек (260 пассажиров и 15 членов экипажа) погибли 3, ещё 68 получили ранения.

## Самолёт
McDonnell Douglas DC-10-30 (регистрационный номер PK-GIE, заводской 46685, серийный 284) был выпущен в 1979 году (первый полёт совершил 24 апреля). 27 июля того же года был передан авиакомпании Garuda Indonesia; до 1991 года носил в ней имя Kalimantan. Оснащён тремя турбовентиляторными двигателями General Electric CF6-50C. На день катастрофы налетал 46 325 часов.

## Экипаж
Состав экипажа рейса GA865 был таким:
- Командир воздушного судна (КВС) — 38-летний Рональд Лонгдонг (индон. Ronald Longdong). Очень опытный пилот, налетал 10 263 часа, 2641 из них на McDonnell Douglas DC-10.
- Второй пилот — 31-летний Юдхия Путра (индон. Yudhia Putra). Опытный пилот, налетал 3910 часов, 1437 из них на McDonnell Douglas DC-10.
- Бортинженер — 34-летний Дви Прайитно (индон. Dwi Prayitno). Налетал 2935 часов, все на McDonnell Douglas DC-10.

В салоне самолёта работали 12 бортпроводников под руководством 42-летнего старшего бортпроводника Чанифана Хисяма (индон. Chanifan Hisyam).

## Расследование
Расследование причин катастрофы рейса GA865 проводил Японский совет по безопасности на транспорте (JTSB).
Окончательный отчёт расследования был опубликован 20 ноября 1997 года.

## Последствия катастрофы
Вопреки традиции после катастрофы отказываться от номера рейса в знак уважения к погибшим на нём, рейс GA865 в авиакомпании Garuda Indonesia существует и поныне, но его маршрут сменился на Бангкок—Джакарта и по нему летает Boeing 737-800. Кроме того, авиакомпания Garuda Indonesia прекратила обслуживать Фукуоку.